# Фонограмма страсти
«Фоногра́мма стра́сти» — романтический триллер режиссёра Николая Лебедева.

## Сюжет
История поиска любви и свободы. Вита, сотрудница частного детективного агентства, влюбляется в высокого голубоглазого незнакомца, которого встретила на островке посередине широкого подмосковного озера. Вспыхивает яркая, всепоглощающая страсть. Ослеплённая ею, Вита не предполагает, что Адам — это человек, которого она прослушивает по долгу службы и которого вскоре должны «ликвидировать».

## В ролях
- Елена Николаева — Вита
- Фабио Фулько — Адам
- Сергей Гармаш — Геннадий Петрович
- Нина Усатова — Регина
- Анатолий Белый — Кособуцкий
- Ольга Литвинова — Аля
- Николай Мачульский — Дмитрий
- Светлана Тома — мама Виты
- Нина Гребешкова — соседка Адама
- Максим Воронков

## Критика
Фильм получил смешанные оценки от российских кинокритиков. Дарья Серебряная («Time Out»): «Здорово, что режиссёр и сценарист Лебедев смотрел „Разговор“ Копполы, смешно, что он превратил усатого дядю в русскую красавицу и ввел в сюжет обнаженку на шелковых простынях, удивительно, что кроме морали о душных условностях московской цивилизации тут есть и финальный твист».

## Награды
- Премия «Ника» в номинации «Лучшая работа звукорежиссёра» (2010)
- Специальный приз Николаю Лебедеву и Евгению Миронову за лучший продюсерский дебют — премия «Снято!» (2010)
- Приз за лучшую женскую роль второго плана (актриса Нина Усатова) — актёрский фестиваль «Созвездие-2010»
- Приз зрительских симпатий (актриса Елена Николаева) — актёрский фестиваль «Созвездие-2010»
- Приз прессы на Международном кинофестивале «Синемарина» (2010)